# Настоящие бюльбюли
Настоящие бюльбюли (лат. Pycnonotus) — род птиц из семейства бюльбюлевых.

## Виды
В состав рода включают 34 вида:
- Белоглазый настоящий бюльбюль (Pycnonotus simplex)
- Малайский настоящий бюльбюль (Pycnonotus plumosus)
- Красноглазый настоящий бюльбюль (Pycnonotus brunneus)
- Желтошапочный настоящий бюльбюль (Pycnonotus zeylanicus)
- Золотогузый настоящий бюльбюль (Pycnonotus tympanistrigus)
- Pycnonotus pseudosimplex[3]
- Pycnonotus cinereifrons
- Белобровый настоящий бюльбюль (Pycnonotus luteolus)
- Настоящий бюльбюль Блэнфорда (Pycnonotus blanfordi)
- Pycnonotus conradi
- Pycnonotus davisoni
- Пестрогорлый настоящий бюльбюль (Pycnonotus finlaysoni)
- Желтощёкий настоящий бюльбюль (Pycnonotus flavescens)
- Pycnonotus snouckaerti
- Двупятнистый настоящий бюльбюль (Pycnonotus bimaculatus)
- Pycnonotus leucops
- Желтогорлый настоящий бюльбюль (Pycnonotus xantholaemus)
- Желтоухий настоящий бюльбюль (Pycnonotus penicillatus)
- Бурогрудый настоящий бюльбюль (Pycnonotus xanthorrhous)
- Китайский настоящий бюльбюль (Pycnonotus sinensis)
- Тайваньский настоящий бюльбюль (Pycnonotus taivanus)
- Краснощёкий настоящий бюльбюль (Pycnonotus jocosus)
- Желтобрюхий настоящий бюльбюль (Pycnonotus goiavier)
- Розовобрюхий настоящий бюльбюль (Pycnonotus cafer)
- Золотобрюхий настоящий бюльбюль (Pycnonotus aurigaster)
- Pycnonotus leucotis
- Белощёкий настоящий бюльбюль (Pycnonotus leucogenys)
- Желтопоясничный настоящий бюльбюль (Pycnonotus xanthopygos)
- Масковый настоящий бюльбюль (Pycnonotus nigricans)
- Бородатый настоящий бюльбюль (Pycnonotus barbatus)
- Pycnonotus dodsoni
- Pycnonotus somaliensis
- Pycnonotus tricolor
- Капский настоящий бюльбюль (Pycnonotus capensis)